# Saussy
Saussy é uma comuna francesa na região administrativa da Borgonha-Franco-Condado, no departamento de Côte-d'Or. Estende-se por uma área de 9,67 km². Em 2010 a comuna tinha 103 habitantes (densidade: 10,7 hab./km²).